# Taruia Krainer
Taruia Krainer (Papeete, 1 juni 1991) is een Frans-Polynesisch wielrenner.

## Carrière
In 2012 won Krainer de beloftenversie van Parijs-Tours, voor Warren Barguil en Maxime Renault. In 2014 werd hij, mede dankzij een tweede plaats in de openingsploegentijdrit, zesde in het eindklassement van de Paris-Arras Tour. Later dat jaar liep hij stage bij Team Europcar. Namens die ploeg werd hij in oktober zestiende in Binche-Chimay-Binche en nam hij deel aan Parijs-Tours. In april 2015 werd hij achtste in het eindklassement van de Triptyque des Monts et Châteaux, op 44 seconden van winnaar (en ploeggenoot) Lilian Calmejane.
In 2022 werd Krainer namens Tahiti geselecteerd voor de gemengde ploegenestafette op het wereldkampioenschap in Wollongong. Samen met zijn teamgenoten eindigde hij op de veertiende plek, waarmee ze de selecties van Nieuw-Caledonië en Samoa voorbleven.
In 2024 werd Krainer veertiende in de tijdrit op de Oceanische kampioenschappen.

## Overwinningen
2012
Parijs-Tours, Beloften

## Ploegen
- 2014 –  Team Europcar (stagiair vanaf 1 augustus)
- 2015 –  Team Europcar (stagiair vanaf 1 augustus)

Arashiro · Berhane · Bernaudeau · Coquard · Cousin · Craven · Duchesne · Engoulvent · Gautier · Gène · Guillemois · Hurel · Jeandesboz · Jérôme · Kern · Lamoisson · Malacarne · Martinez · Méderel · Nauleau · Pichot · Quéméneur · Reza · Rolland · Sicard · Thurau · Tulik · Voeckler · Cardis (stagiair) · Cornu (stagiair) · Krainer (stagiair)
Arashiro · Bernaudeau · Boudat · Coquard · Cousin · Craven · Duchesne · Engoulvent · Gautier · Gène · Guillemois · Hurel · Jeandesboz · Jérôme · Lamoisson · Martinez · Méderel · Morice · Nauleau · Pichot · Quéméneur · Rolland · Sicard · Thévenot · Tulik · Voeckler · Guyot (stagiair) · Krainer (stagiair) · Sellier (stagiair)